# Paramour Mansion
O Canfield-Moreno Estate, (também conhecido como The Paramour Mansion, ou The Crestmount) é um estúdio de gravação localizado em Silver Lake, Los Angeles. Nomeado depois de seu dono original, é considerado um monumento cultural histórico.